# Civilization IV
Sid Meier's Civilization IV (také známá jako Civilization 4 nebo jen C IV) je tahová strategická počítačová hra. Hra byla vydána v roce 2005 a na její vývoj dohlížel známý vývojář Sid Meier. Jde o čtvrtý díl stejnojmenné série. Ve světe se prodalo více než 3 miliony kopií této hry, hra se tedy stala jednou z nejprodávanějších svého žánru. Ke hře vyšly dva datadisky – Warlords v červenci 2006 a Beyond the Sword o rok později. Engine hry také využila Civilization IV: Colonization.

## Cíl a průběh hry
Cílem hry je budovat vlastní stát. Hráč standardně začíná v roce 4000 př. n. l. s jediným osadníkem, s nímž založí své první město. Později svou říši rozšiřuje, potýká se s jinými civilizacemi (hráči), rozšiřuje infrastrukturu, podporuje vědecký vývoj a kulturu. Hru je možné vyhrát pěti způsoby: porazit všechny ostatní hráče, kontrolovat velkou většinu území a populace, jako první přistát s kosmickou lodí na Alfa Centauri, dosáhnout velmi vysoké úrovně kultury ve třech městech nebo být zvolen světovým vůdcem v OSN. Pokud není žádného z cílů dosaženo v roce 2050 n. l., vítězem se stává hráč s nejvyšším skóre.

## Hudba
Kromě hudby složené přímo pro hru v ní zaznívají skladby od skladatelů Johna Adamse, Gregoria Allegriho, Johanna Sebastiana Bacha, Ludwiga van Beethovena, Johannese Brahmse, Antonia Brumela, Giovanniho Pierluigiho da Palestrina, Francisca de la Torre, Josquina Despreze, Antonína Dvořáka, Orlanda di Lassa, Wolfganga Amadea Mozarta, Johannese Ockeghema, Michaela Praetoria, Nikolaje Rimskij-Korsakova, Camilla Saint-Saëna a Johna Shepparda.
Jako úvodní píseň byla zvolena pro hru speciálně složená „Baba Yetu“ od Christophera Tina zpívaná sborem ve svahilštině. V roce 2011 získala píseň Grammy Award v kategorii Nejlepší instrumentální aranžmá doprovázející zpěváka/zpěváky. Šlo o vůbec první případ, kdy cenu Grammy získala píseň složená pro počítačovou hru.